# لياندرو دو بورتولي
لياندرو دو بورتولي (بالإسبانية: Leandro De Bortoli)‏ (3 أغسطس 1988 في الأرجنتين - ) هو لاعب كرة قدم أرجنتيني في مركز حراسة المرمى.

## روابط خارجية
- لياندرو دو بورتولي على موقع قاعدة بيانات كرة القدم.إي يو (الإنجليزية)
- لياندرو دو بورتولي على موقع Soccerway.com (الإنجليزية)